# Alfred P. Sloan Foundation
Die Alfred P. Sloan Foundation ist eine philanthropische Non-Profit-Organisation in den Vereinigten Staaten mit Sitz in New York City, 1934 von Alfred P. Sloan Jr. errichtet, seinerzeit Präsident und Chief Executive Officer von General Motors.
Die Programme und Interessen der Stiftung liegen in den Bereichen Wissenschaft und Technologie, Lebensstandard und Wirtschaft, Erziehung und berufliche Karrieren in Wissenschaft und Technologie. Die Gesamtsumme des Stiftungskapitals liegt Ende 2015 bei 1,8 Milliarden US-Dollar.
Im Jahr 2000 startete die Sloan Foundation ein nationales Schutzprogramm gegen Bioterrorismus, um das allgemeine Bewusstsein über die Bedeutung des Terrorismus zu stärken, und reichte 40 Zuwendungen im Gesamtwert von über 17 Millionen Dollar aus. Andere in jüngerer Zeit von der Sloan Foundation teilweise oder zur Gänze gesponserte Projekte sind die Encyclopedia of Life, der Sloan Digital Sky Survey und der Census of Marine Life, eingeschlossen das Ocean Biogeographic Information System (OBIS). Das Sloan Work and Family Research Network at Boston College unterstützt Forschung zu und Erziehung in Arbeiterfamilien. Die Sloan Fellowships sind jährliche Stipendien und Fördergelder, die an mehr als 100 junge Forscher und Universitäts-Fakultäten gegeben werden, um Forschungsprojekte in Wissenschaft, Wirtschaft, Neurowissenschaften, Forschungen zu Computern und Molekularbiologie fortzuführen.
Im März 2008 und im Januar 2017 kündigte die Stiftung eine Spende von jeweils drei Millionen Dollar für die Wikimedia Foundation, die Dachorganisation von Wikipedia an. Mit dem Sloan Fellows-Programm werden junge Akademiker vorwiegend aus dem Managementbereich nach ihrem Eintritt in das Berufsleben gefördert. 
Vorstandsmitglieder sind gegenwärtig auch Harold T. Shapiro, Professor für Wirtschaft und Public Affairs an der Princeton University, und Robert M. Solow, der 1987 mit dem Alfred-Nobel-Gedächtnispreis für Wirtschaftswissenschaften ausgezeichnet wurde.
Zusätzlich zu den Unterstützungsleistungen der Sloan Foundation wird seit 2003 auf dem Sundance Film Festival der mit 20.000 $ dotierte Alfred P. Sloan Prize an Filmschaffende verliehen, die in ihrem Werk Themen oder Personen aus Naturwissenschaft, Forschung, Mathematik oder der technischen Entwicklung vorstellen.